# Antje Rávic Strubel
Antje Rávik Strubel, również Antje Rávic Strubel (ur. 12 kwietnia 1974 jako Antje Strubel w Poczdamie) – niemiecka pisarka i tłumaczka.  

## Życiorys
Studiowała literaturoznawstwo, psychologię i amerykanistykę na Uniwersytecie Poczdamskim oraz Uniwersytecie Nowojorskim.  
Rozpoznawalność przyniosła jej otrzymana w 2001 roku nagroda Ernst-Willner-Preis. Wtedy też zdecydowała się na przybranie pseudonimu artystycznego, dodając do swojego prawdziwego imienia i nazwiska człon „Rávic“, który z czasem zmieniła na „Rávik“.  
W 2004 roku wydała powieść Tupolew 134, która zebrała wyjątkowo pozytywne recenzje. Strubel opowiada w niej o konflikcie i uprowadzeniu polskiego samolotu pasażerskiego przez dwóch obywateli NRD w 1978 roku. W 2005 roku otrzymała nagrodę literacką miasta Magdeburg Marburger Literaturpreis oraz Bremer Literaturpreis. 
W tym samym roku Strubel była stypendystką Villa Aurora / Thomas Mann House w Los Angeles, a od 2006 roku zaczęła zyskiwać uznanie jako tłumaczka, przekładając na język niemiecki dzieła Joan Didion, Lucii Berlin oraz Virginii Woolf.  
W 2021 roku opublikowała powieść Blaue Frau. Tekst opowiada o obywatelce Czech zgwałconej podczas praktyk zawodowych, które odbywa w ośrodku wypoczynkowym na północy Niemiec. Dzieło zostało nagrodzone ważną niemiecką nagrodą literacką Deutscher Buchpreis. Jury doceniło “egzystencjalny impet i poetycką precyzję” oraz “refleksję na temat rywalizujących kultur pamięci w Europie Wschodniej i Zachodniej oraz asymetrii władzy w relacji płci".
Antje Rávik Strubel pracuje i mieszka z partnerką w Poczdamie.

## Odbiór w Polsce
W numerze 5-6/2020 miesięcznika Literatura na Świecie opublikowano utwór Strubel W serdecznych kniejach w tłumaczeniu Katarzyny Leszczyńskiej oraz poświęcony pisarce artykuł Sekwoje, klasztor, barbecue autorstwa Andrzeja Kopackiego.  
Tłumaczenia na język polski tekstów Strubel ukazały się również w kwartalniku literackim FA-art, wydanej przez Kulturę Liberalną książce Piąta strona świata. Nowa literatura niemiecka, książce Mur. 12 kawałków o Berlinie oraz w antologii Am Rande des Himmels. Junge Autoren aus Deutschland und Polen = Na skraju nieba. Młodzi autorzy z Niemiec i Polski.
21 kwietnia 2017 roku Antje Rávik Strubel pojawiła się w Warszawie, aby uczestniczyć w spotkaniu literackim zorganizowanym przez Kulturę Liberalną oraz Literarisches Colloqium Berlin.

## Dzieła
- Offene Blende (2001)
- Unter Schnee (2001)
- Fremd Gehen. Ein Nachtstück (2002)
- Tupolew 134. Roman (2004)
- Kältere Schichten der Luft (2007)
- Vom Dorf. Abenteuergeschichten zum Fest (2007)
- Gebrauchsanweisung für Schweden (2008)
- Sturz der Tage in die Nacht (2011)
- Gebrauchsanweisung für Potsdam und Brandenburg (2012)
- Gebrauchsanweisung fürs Skifahren (2016)
- In den Wäldern des menschlichen Herzens (2016)
- Blaue Frau (2021)